# Гадрутский район (НКАО)
Гадрутский райо́н (азерб. Һадрут рајону, Hadrut rayonu, арм. Հադրութի շրջան) — административная единица в составе Нагорно-Карабахской автономной области, входившей в состав Азербайджанской ССР, а затем Азербайджанской Республики.

## География
Рельеф района — в основном горный (юго-восточные отроги Карабахского хребта), на востоке и юго-востоке — предгорный. Климат — от умеренно-тёплого до холодного. Средняя температура января от 0 °C до —5 °C, июля — 22—24 °C. Средний уровень осадков — 600—800 мм в год. Реки (верхнее течение Козлучая, Куручая и пр.) относятся к бассейну Аракса. Растительный покров состоит в основном из кустарников и редколесья. Общая площадь лесов — 21,9 тысяч га по данным 1985 года. Из животных встречаются волк, лисица, полчок, белка, песчанка.

## Экономика
В экономике района главное место занимали виноградарство, животноводство и земледелие. Площадь пригодных для сельского хозяйства земель на 1985 год составляла 33 тысяч га, из которых 19,7 тысяч га составляли пастбища, 9,4 тысяч га — пахотные земли, а 3,4 тысяч га занимали многолетние насаждения. На большей части посевных земель выращивались кормовые, зерновые и бобовые культуры, на меньшей — картофель и овощи; имелись фруктовые сады. В 1985 году с 3,1 тысяч га виноградных плантаций было собрано 12,7 тонн урожая. На 1986 год в районе было 9,2 тысяч голов крупного рогатого скота, 29,2 тысяч голов мелкого рогатого скота и 9,4 голов свиней. Действовали завод по переработке винограда, местный промышленный комбинат, аграрно-промышленное объединение и пр.

## История
Образован 8 августа 1930 года из частей бывших Шушинского и Джебраильского уездов, при переходе на районное административно-территориальное деление, под названием Дизакский район. 17 сентября 1939 года постановлением Верховного Совета Азербайджанской ССР был переименован в Гадрутский район.
В Гадрутском районе на 1986 год функционировали 11 дошкольных и 28 общеобразовательных учреждений, техникум, музыкальная школа, 11 домов культуры, 22 клуба, 41 библиотека, 33 киноустановки, 6 больниц.
С 1933 года издавалась районная газета «Колтнтесакан», с 1962 года осуществляла деятельность местная редакция радиопередач. 
С началом Карабахского конфликта в Гадрутском районе имели место межнациональные стычки. Весной 1991 года население 14 сёл района подверглось депортации в Армению в рамках проводимой советским руководством операции.
Законом № 279-XII Азербайджанской Республики от 26 ноября 1991 года Нагорно-Карабахская автономная область была упразднена, Мартунинский район был переименован в Ходжавендский, а Гадрутский район был упразднён и присоединён к Ходжавендскому району. В ходе Карабахского конфликта территория района попала под контроль непризнанной Нагорно-Карабахской Республики (НКР), согласно административно-территориальному делению которой входила в состав Гадрутского района НКР.
Осенью 2020 года, по итогам Второй Карабахской войны, Азербайджан полностью вернул под свой контроль территорию бывшего Гадрутского района НКАО.

## Население
Плотность населения на 1986 год — 21 чел. на 1 км². Крупнейшие населённые пункты — райцентр Гадрут, сёла Мецтаглар и Туг.
| Год  | Армяне | %    | Азербайджанцы | %    | Русские | %   | Всего  |
| ---- | ------ | ---- | ------------- | ---- | ------- | --- | ------ |
| 1926 | 24 685 | 97,8 | 443           | 1,8  | 76      | 0,3 | 25 247 |
| 1939 | 25 975 | 95,7 | 727           | 2,7  | 349     | 1,3 | 27 128 |
| 1959 | 15 676 | 93,3 | 1 031         | 6,1  | 74      | 0,4 | 16 808 |
| 1970 | 13 937 | 87,5 | 1 665         | 10,4 | 150     | 0,9 | 15 937 |
| 1979 | 12 489 | 84,4 | 2 239         | 15,1 | 39      | 0,3 | 14 792 |